# FOREVER YOURS (アルバム)
『FOREVER YOURS』（フォーエヴァー・ユアーズ）は、光GENJI12枚目のオリジナル・アルバム。1994年7月21日（木曜日）にポニーキャニオンから発売された。7人最後のオリジナル・アルバム。

## 収録曲
1. APPLE SEED
作詞：平井森太郎、作曲：和泉一弥、編曲：米光亮
2. BABY PLEASE
作詞・作曲：高橋一路、編曲：根岸貴幸、コーラス編曲：土橋雅樹
3. 恋の温度
作詞：高柳恋、作曲：清岡千穂、編曲：根岸貴幸
GENJI（諸星和己、佐藤寛之、山本淳一、赤坂晃、佐藤敦啓）の楽曲。
4. Dancing Love
作詞：内海光司、作曲：山口美央子、編曲：金山徹
光（内海光司、大沢樹生）の楽曲
5. 僕たちが愛してく
作詞：三浦徳子、作曲：岡本朗、編曲：水島康貴、コーラス編曲：土橋雅樹
6. HEAT TRIP
作詞：津田えりこ、作曲・編曲：小西貴雄
7. KOOLじゃ待てない
作詞・作曲・編曲：MOTOMY
8. さよならの情熱
作詞：三浦徳子、作曲・コーラス編曲：土橋雅樹、編曲：水島康貴、
9. Yesterdayと呼ばない
作詞：原真弓、作曲：秋元薫、編曲：水島康貴
10. 風のyellが聞こえるか
作詞：松井五郎、作曲・編曲：後藤次利、コーラス編曲：曳田修・鈴木弘明